# Luodian (socken i Kina)
Luodian (kinesiska: 罗店, 罗店乡) är en socken i Kina. Den ligger i provinsen Henan, i den centrala delen av landet, omkring 190 kilometer söder om provinshuvudstaden Zhengzhou. Antalet invånare är 46 167. Befolkningen består av 22 465 kvinnor och 23 702 män. Barn under 15 år utgör 22,0 %, vuxna 15-64 år 67 %, och äldre över 65 år 9,0 %.
Genomsnittlig årsnederbörd är 984 millimeter. Den regnigaste månaden är augusti, med i genomsnitt 180 mm nederbörd, och den torraste är januari, med 10 mm nederbörd.